# Taraxacum crebridens
Taraxacum crebridens — вид квіткових рослин з підродини цикорієвих (Cichorioideae).

## Поширення
Фінляндія, Польща, Естонія, Білорусь, Росія, Україна.

## Біоморфологічна характеристика
Це багаторічна рослина. Належить до Taraxacum sect. Taraxacum.